# Muel Kaptein
Samuel Pieter „Muel“ Kaptein (* 1969 in Dordrecht) ist ein niederländischer Wirtschaftsethiker und Manager.

## Werdegang
Kaptein studierte an der Rotterdam School of Management, Erasmus University, an der er 1991 als Master of Business Administration graduierte. Er blieb an der Erasmus-Universität Rotterdam, wo er an der Erasmus School of Economics als Assistant Professor mit Fokus auf Wirtschafts- und Unternehmensethik forschte und lehrte sowie parallel bis 1998 sein Ph.D.-Studium in Wirtschaftswissenschaft abschloss.  2002 wurde er an der Rotterdam School of Management zum ordentlichen Professor berufen, mit 32 Jahren war er einer der jüngsten Professoren der Niederlande. Zwischen 2003 und 2007 leitete er den Fachbereich Wirtschaft und Gesellschaft der Hochschule.
Kaptein fokussiert sich in seiner akademischen Arbeit auf Fragestellungen der Unternehmensethik, insbesondere beschäftigt er sich dabei mit Complianceaspekten, Corporate Social Responsibility und Fraud bzw. dolosen Handlungen. 1998 erschien mit Ethics Management sein erstes Buch. Dabei publizierte er auch populärwissenschaftliche Bücher, sein 2011 erschienenes Werk Waarom goede mensen soms de verkeerde dingen doen wurde als englische Übersetzung Why Good People Sometimes Do Bad Things bereits mehrfach aufgelegt. Er war zeitweise Mitherausgeber des Periodikums Journal of Business Ethics. Insgesamt hat er acht Bücher verfasst, zudem ist er Autor vieler internationaler Zeitschriftenartikel.
Gemeinsam mit Johan Wempe war er ab Mitte der 1990er Jahre als Unternehmensberater tätig. 1996 wurden ihre Aktivitäten von der niederländischen Netzwerkgesellschaft der KPMG übernommen. Dort stieg Kaptein später zum Partner auf.